# Time division duplex
'Time Division Duplex (TDD) é uma técnica de implementação de comunicação full-duplex sobre um canal half-duplex.
Consiste na aplicação de multiplexagem temporal (TDM) aos sinais de comunicação em ambos os sentidos. Consiste portanto num caso particular de aplicação de Acesso Múltiplo por Divisão de Tempo.
A técnica de TDD tem vantagens assinaláveis na implementação de ligações assimétricas, em que as bandas de uplink e de downlink são diferentes ou podem ser ajustadas dinâmicamente. Quando o tráfego de uplink aumenta, pode ser alocada mais banda não utilizada pelo downlink, e vice-versa. Este ajuste é efectuado apenas pela variação da relação entre os slots temporais atríbuidos a cada link.
Exemplo de sistemas de telecomunicações que utilizam TDD:
- W-CDMA TDD mode (for indoor use)
- UMTS-TDD's TD-CDMA air interface
- TD-SCDMA system
- DECT
- IEEE 802.16 WiMAX TDD mode
- Bluetooth